# Material de Alumínio Composto

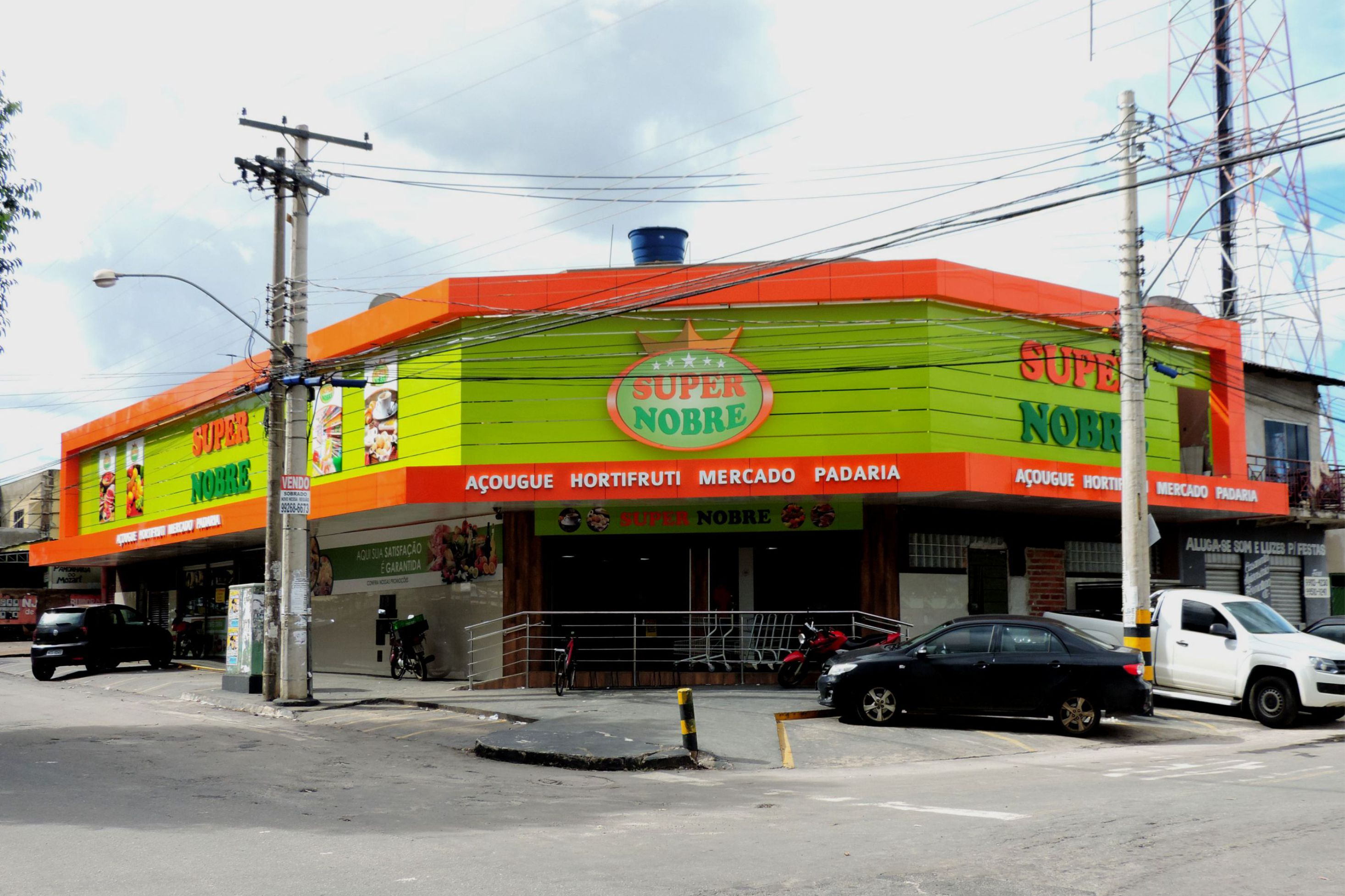
Fachada de um supermercado em ACM

O material de alumínio composto, em inglês aluminium composite material (sigla ACM) é um revestimento em alumínio pintado ou anodizado, composto por duas chapas de alumínio com um núcleo termoplástico de polietileno de baixa densidade, usando um processo de colagem sofisticado que envolve adesivos químicos a temperaturas elevadas. A superfície pintada da folha de alumínio é revestido com base PVDF Kynar 500 (70%) ou poliéster. O resultado é um produto com excelente uniformidade, resistência e beleza sendo amplamente utilizado para revestimento de fachadas, pilares, marquises, totens, logotipo, testeiras e muito mais.

## Características
São fabricados em chapas nos tamanhos de 5,00 x 1,22m ou 5,00 x 1,50m, de 4,0mm ou 3,0mm de espessura.
As chapas de ACM são comercializadas em grande variedades de cores e texturas.
Proporcionam beleza inigualável, alta durabilidade e facilidade de manuseio.

## Aplicações
São na maioria das vezes usados por empresas de comunicação visual em fachadas comerciais, revestimentos, letreiros, luminosos, totens entre outros, pela beleza, facilidade de limpeza e manutenção, flexibilidade podendo ser dobrado ou curvado, boa relação térmica, baixo peso entre outros benefícios.

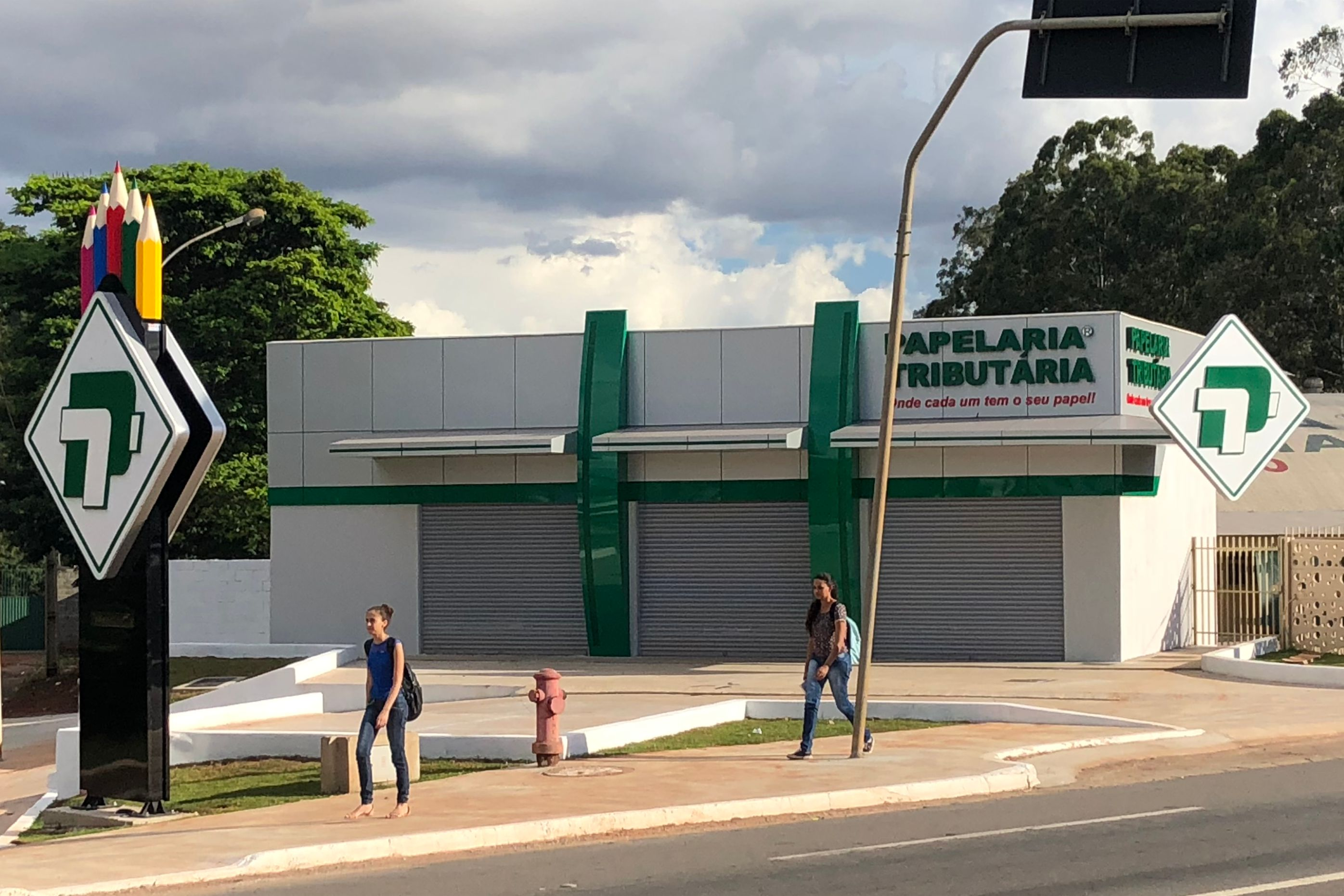
Fachada e Tóten em ACM